# Lasek na Kole
Lasek na Kole, Uroczysko Lasek na Kole – obszar leśny położony na Kole, w północno-zachodniej części Warszawy w dzielnicy Wola o powierzchni 48,31 ha, należący do Obwodu Leśnego "Bemowo-Koło". Jest jednym z mniejszych uroczysk Warszawy.
Granice Lasku wytyczają al. Prymasa Tysiąclecia, ul. Ostrowiecka, ul. Dobrogniewa i od zachodu ul. Dalibora, przy czym przy ul. Dalibora Lasek na Kole przechodzi w park Księcia Janusza. Las przecięty jest ze wschodu na zachód linią kolejową.

## Opis
Lasek na Kole jest obszarem leśnym, a przy ul. Dalibora wyraźnie widać różnicę pomiędzy parkiem a obszarem leśnym. Drzewostan lasku tworzy głównie sosna i robinia akacjowa w II i III klasie wieku z niewielką domieszką brzozy i dębów. Z uwagi na występujące tu gatunki drzew teren ten jest szczególnie atrakcyjny na przełomie maja i czerwca w okresie kwitnienia robinii i jesienią w trakcie przebarwiania się liści.
Na terenie lasku znajdują się wzdłuż ścieżek spacerowych ławki i zadaszenia ze stołami, a także place zabaw dla dzieci. Na terenie lasku znajduje się także ścieżka biegowa Nike. Przez środek Lasku przebiega linia kolejowa nr 509 pomiędzy stacjami Warszawa Główna Towarowa a Warszawa Gdańska. W północno-zachodniej części lasek graniczy z terenami Fortu Bema. Pomiędzy fortem a laskiem przebiega obwodnica Warszawy – droga ekspresowa S8.

## Historia
Lasek wyrósł na terenach dawnych bagien przybrzeżnych rzeczki Rudawki. Powstał on w wyniku akcji zalesiania nieużytków i gruntów komunalnych, prowadzonej w okresie międzywojennym. Celem tego działania była poprawa wyglądu estetycznego Warszawy oraz warunków klimatycznych miasta.
W okresie okupacji niemieckiej teren lasku wykorzystywany był przez harcerzy i żołnierzy podziemia do ćwiczeń wojskowych oraz zebrań konspiracyjnych.  Wspominają o tym żołnierze AK w zeznaniach złożonych dla Archiwum Historii Mówionej Muzeum Powstania Warszawskiego:
- Józef Głuchowski (zgrupowanie „Baszta”)[5] "(...) Harcerstwo, tak jest, to było harcerstwo. Rozpoczęło się właśnie na podwórku i tam najczęściej odbywały się zebrania konspiracyjne. Polegały one głównie na ćwiczeniach związanych z wojskiem. Poza tym pamiętam, że było jedno zgrupowanie w lasku na Kole, gdzie już większa grupa nas występowała, ale tam nieomal bylibyśmy zdekonspirowani".
- Mirosław Szewczyk (pułk „Baszta”)[6] "Wyjazdów nie było wiele. Kiedyś mieliśmy wyjazd na nocne ćwiczenia w rejon Radości. Później mieliśmy nocne strzelanie na Kole".
- Henryk Wawrzyniak (zgrupowanie „Chrobry II”)[7] "Wszyscy zgodziliśmy się wstąpić do „Szarych Szeregów”. Spotkanie nastąpiło w lasku na Kole, tam zostaliśmy zaprzysiężeni i przybraliśmy pseudonimy. Ja przybrałem pseudonim „Ryś”, był to rok 1942 i tak się zaczęło".

Południowo-zachodnią część lasku zajmował sierociniec imienia Józefa Piłsudskiego, znany także jako "dwór" lub "folwark". Początkowo przeznaczony był on dla sierot po żołnierzach wojny polsko-bolszewickiej. Pozostałością po sierocińcu jest budynek pod adresem Dobrogniewa 2/4.
W południowo-wschodniej części Lasku, na końcu ulicy Dobrogniewa, znajdował się zbudowany w latach 50. XX stulecia (nominalnie jako dar Związków Zawodowych) Dom Kultury Dzieci i Młodzieży, nazywany zwyczajowo „domem kultury pod laskiem”. Do czasu zbudowania Pałacu Kultury i Nauki miał on (wraz z podobnymi obiektami w Katowicach i Szczecinie) status Pałacu Młodzieży. Dom Kultury Dzieci i Młodzieży został w latach 70. przeniesiony najpierw na ul. Deotymy 37 a potem, jako Młodzieżowy Dom Kultury, na ul. Brożka 1A; będący w złym stanie budynek przy ul. Dobrogniewa został wyburzony w latach 90.
W okresie powojennym las został przecięty linią kolejową. Na początku XXI wieku las został pomniejszony od strony wschodniej w związku z budową Trasy Toruńskiej.

### Ruiny w Lasku na Kole
Istnieje kontrowersja co do historii Lasku na Kole w okresie II wojny światowej. Przedmiotem sporu są ruiny (fundamenty budynku i wybetonowany dół) na wylocie ulicy Dahlberga.
Według relacji Romana Pujdaka są to pozostałości po urządzeniach natryskowych obiektu półkolonijnego Stołecznego Komitetu Pomocy Dzieciom i Młodzieży zbudowane z inicjatywy dyrektora tego komitetu, Stanisława Tazbira. Obiekt został zaprojektowany przez firmę “Biuro Instalacyjno-Techniczne, inż Roman Pujdak” na początku roku 1939 i oddany do użytku w połowie czerwca 1939 roku. Jak opisuje Roman Pujdak był to “lekki budynek w kształcie latawca” składający się z sześciu pomieszczeń natryskowych o pojemności 25 osób każde oraz rozbieralni w środkowej części. Natryski były zaopatrywane w ciepłą wodę przez budynek półkolonijnej kuchni. Częścią urządzeń był basen pełniący rolę zbiornika wodnego, napełniany po południu ze studni pompą o małej wydajności po czym następnego dnia woda była przesyłana do natrysków drugą pompą o większej wydajności. Urządzenia zostały uszkodzone a następnie rozkradzione w trakcie działań wojennych i powstania warszawskiego.
Według alternatywnej wersji propagowanej przez Marię Trzcińską, ruiny te są pozostałościami po obozie jenieckim z 1939 roku i KL Warschau, i miały być miejscem egzekucji. W tym miejscu w roku 2003 zwolennicy teorii Marii Trzcińskiej umieścili pamiątkowy głaz.
Tezom Marii Trzcińskiej zaprzecza historyk IPN Bogusław Kopka. Według przedwojennych mieszkańców Koła pozostałości w głębi lasku należały do baraku półkolonii, a wybetonowany dół, widoczny na udostępnionym w Internecie zdjęciu z 1944 roku miał być basenem. O baraku wspomina zeznanie świadka Stefana S. (Sygnatura akt S 12/02/Zn): "W czasie okupacji niemieckiej, w 1942 lub 1943 r., daty dokładnie nie pamiętam, w baraku usytuowanym w Lasku na Kole byłem na półkolonii, którą zorganizowała moja szkoła. W czasie jej trwania dzieci z wychowawczyniami bawiły się w lasku w różne gry i zabawy". Według zeznania powstańca warszawskiego, Mariana Grabusińskiego na terenie lasku do 1 sierpnia 1944 "był folwark, gospodarstwo tam było. Nie wiem, czy to zakonnice prowadziły czy ktoś". Powstaniec warszawski, Barbara Wiktoria Lewandowska wspomina o zbieraniu opału na terenie Lasku na Kole w czasie okupacji.

## Przyroda
Prawie cały Lasek na Kole składa się ze zbiorowisk borowych. Drzewostan tworzą głównie takie gatunki jak sosna i robinia akacjowa. Drzewami domieszkowymi są: brzoza, modrzew i dęby. W podszycie dominują: dąb czerwony, robinia akacjowa, bez czarny i czeremcha. Ze względu na dużą ilość robinii akacjowej porastającej Lasek na Kole, miejsce to wygląda urokliwie na przełomie maja i czerwca, kiedy przypada okres kwitnienia tego drzewa. Z kolei jesienią las czerwieni się, za sprawą dębu czerwonego, którego liście przyjmują czerwoną, purpurową barwę.